# Menhir di monte Caprione

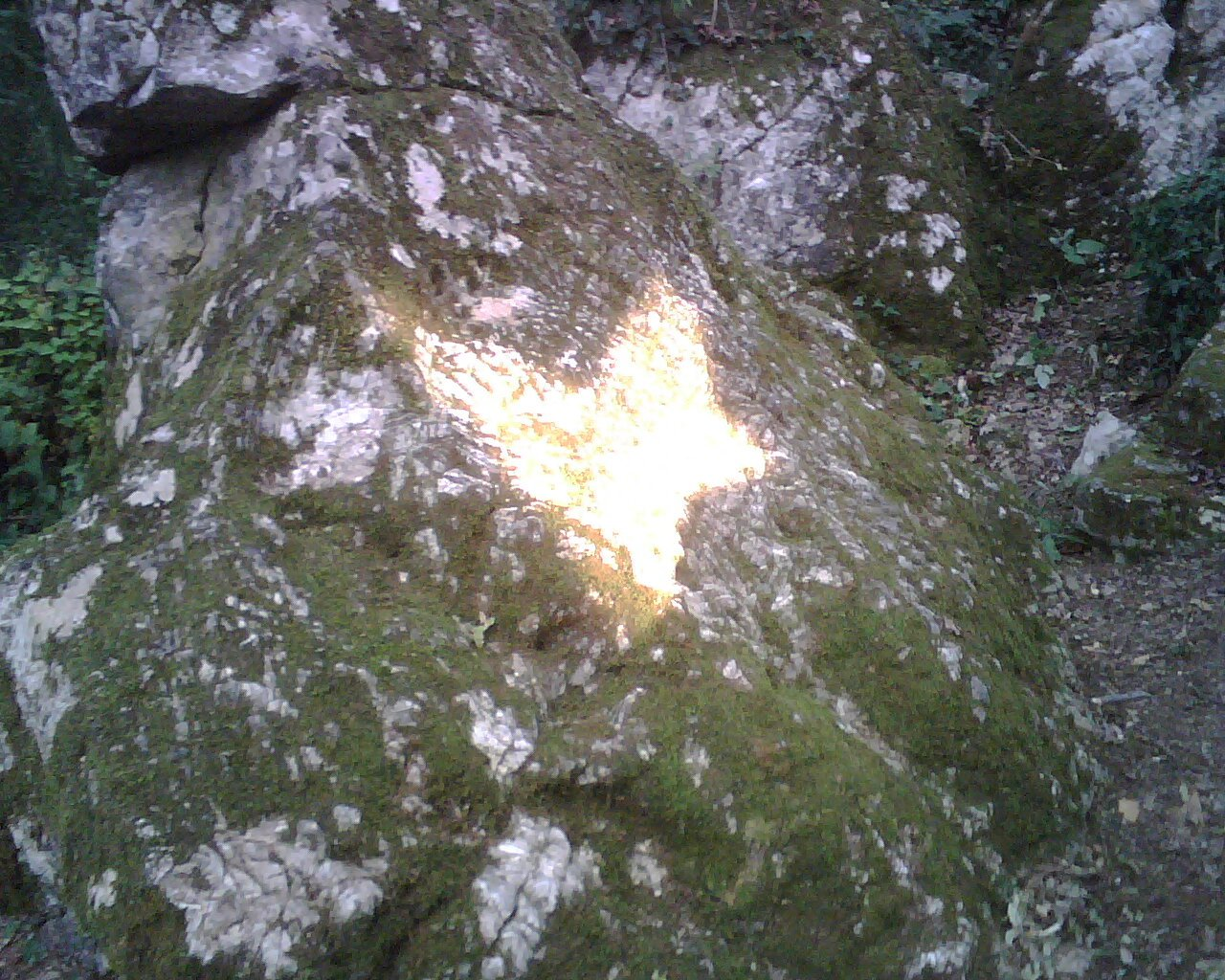
La farfalla dorata

I menhir di monte Caprione sono della strutture megalitiche che sorgono sul monte Caprione, nella catena montuosa che cinge a levante il golfo della Spezia. 

Sul monte Carpione sono stati individuati cinque luoghi sacri megalitici (Canna Granda, San Lorenzo, Branzi, Cattafossi, Combara), allineanati secondo la figura della costellazione di Cassiopea) .
Secondo alcuni studiosi, prof. Calzolari, queste installazioni preistoriche fanno parte di un sito archeoastronomico, di cui il più interessante e spettacolare aspetto è senz'altro la "farfalla di luce", nel sito megalitico di San Lorenzo ).

Si tratta di un fenomeno che avviene nel giorno del solstizio d'estate, ma che può essere visibile anche nei giorni immediatamente precedenti e successivi. In questa occasione, al tramonto, un fascio di luce solare attraversa il passaggio creato dalla sovrapposizione di quattro megaliti (Quadrilithon o anche Quadrilite di San Lorenzo) e proietta su un menhir di forma fallica la forma di una farfalla.
A non molta distanza da questo sito sono una pietra da macina ed i ruderi dell'antica pieve di San Lorenzo ai Monti (XIII secolo).